# 蒋涤非
蒋涤非（1966年10月—），男，汉族，湖南湘潭人，中华人民共和国政治人物。现任湖南省人民政府副省长，民革中央常委，民革湖南省委主委。